# Erich Harth
Erich Harth (Wenen, 16 november 1919 – Syracuse, New York, 27 juni 2016) was een Oostenrijks-Amerikaans emeritus hoogleraar fysica aan de Universiteit van Syracuse in de staat New York. Hij ontwikkelde het bewustzijnsmodel van "De Creatieve Lus".

## Bewustzijnstheorie
In de jaren 1980 ontwikkelde Harth een bewustzijnstheorie, die hij "De creatieve lus" noemde en in 1993 in zijn boek Brein & Geest presenteerde.
Het klassiek dualistisch idee is dat er een soort geest, ziel of homunculus in de hersenen aanwezig is die de zintuiglijke en niet-zintuiglijke mentale projecties waarneemt. En dat zou het bewustzijn veroorzaken. Niet nodig, meent Harth, en hij richt zich op schakelaars in de zintuigkanalen die informatie heen en weer zenden. Deze schakelaars brengen, als projectieschermen, uiteindelijk bewustzijn en creativiteit teweeg. Iedere schakelaar is als een schetsboek waarop informatie wordt opgevangen en gemodificeerd vóór ze worden doorgegeven. Deze gefilterde gegevens zijn dan ook niet de naakte realiteit, maar een verpersoonlijkte. Volgens Harth vormt zich dan binnen de biologie van de hersenen een verenigd bewustzijn.
Harths creatieve lus is dus een cyclus van zelfrefererende neurale activiteit, bestaande uit terugkoppelingslussen tussen de schakelaars.
Centraal in Harths theorie staat het corpus geniculatum laterale, of CGL, een optisch schakelmechanisme dat zich in de thalamus bevindt. De thalamus zetelt in het centrum van de hersenen. Vanaf de ogen lopen zintuigvezels via het CGL omhoog naar de occipitale kwab achter in de cortex cerebri (hersenschors). Vanaf de cortex cerebri lopen echter ook zenuwvezels terug omlaag naar het CGL. De bedoeling van deze omlaaglopende vezels is, volgens Harth, dat zij zintuiglijke berichten op de één of andere wijze veranderen. Hij concludeert daaruit dat het CGL geen simpel schakelstation is, maar dat het actief aan het waarnemingsproces deelneemt.
Terwijl het netvlies autonoom de externe prikkels als eerste verwerkt, gebeurt de volgende verwerking van deze prikkels in het CGL onder invloed van de cortex cerebri, die daarmee informatie lijkt toe te voegen aan de, net van het netvlies afkomstige, zintuiglijke berichten. Ook tussen het CGL en de hersenstam zou, aldus Harth, een tweerichtingsverkeer bestaan. Alle verbindingen vanaf het CGL zijn dus wederkerig en vormen lussen. Deze terugkoppelingslussen verhogen daarmee de waarnemings- en verwerkingscomplexiteit. Harth beschouwt wat zich in het CGL afspeelt "[...]als een wedstrijd tussen de werkelijkheid die via de ogen wordt overgebracht en de verbeelding die uit de hersenschors komt.".
Dit denkbeeld van een creatieve lus, samengesteld door de vezels die heen- en teruglopen, zou het begrijpen van cognitieve processen kunnen vergemakkelijken. Dit model van waarneming, de zogeheten projectie, wordt door Daniel Dennett spottend het metafysisch cartesiaans theater genoemd, omdat in Dennetts kijk erop geen terugkoppelingslussen bestaan. Harth wijst erop dat juist deze lussen van de neurale berichten geen cartesiaans theater maken die door een homunculus hoeft te worden gelezen. De berichten lezen zichzelf. Oftewel, de cortex cerebri leest zichzelf.
Wanneer de cortex cerebri (zonder zintuiglijke prikkeling) mentale beelden vormt, doet hij dat door een afbeeldingachtig beeld op het scherm van het CGL te projecteren. Een 'innerlijk oog' is dan niet nodig, omdat de informatie net zo aan de cortex cerebri wordt doorgegeven als zou het door de ogen doorgegeven zintuiglijke informatie zijn. De waarnemer is in dit verband de cortex cerebri zelf die neerkijkt op wat hij zelf heeft voortgebracht. Volgens Harth zijn mensen niet de enige met neurale terugkoppelingscircuits die een creatieve lus vormen. Hij ziet bij andere zoogdieren hetzelfde verschijnsel, alleen werkt de creatieve lus daar op een veel bescheidener niveau.
Harth komt vervolgens met het alopexalgoritme dat via een optimaliseringsproces van corticale terugkoppeling vanuit de cortex cerebri in het CGL inputpatronen aanvullen en creëren: de zelfrefererende creatieve lus. "Anders dan bij spiegelbeelden in passieve spiegels, versterkt het optimaliseringsproces het beeld bij elke reflectie en vergroot het de betekenis ervan. De spiegels zijn actief. In deze voorstelling omvat bewustzijn de cyclische reactivering van beelden of andere cognitieve toestanden door actieve reflectie vanuit hersencentra van hogere orde." Tot zover Harth.